# 岩手県立釜石祥雲支援学校
岩手県立釜石祥雲支援学校（いわてけんりつ かまいししょううんしえんがっこう）は、岩手県釜石市平田町にある県立特別支援学校。旧養護学校の全領域に相当する、知的障害・肢体不自由・病弱を教育対象とし、国立病院機構釜石病院内にしゃくなげ分教室を設置している。

## 沿革
- 1959年（昭和34年） - 釜石市立小佐野小学校養護施設として開設
- 1960年（昭和35年） - 釜石市立小佐野小学校養護学級として認可
- 1962年（昭和37年） - 釜石市立小佐野中学校養護学級として認可
- 1974年（昭和49年） - 岩手県立盛岡養護学校釜石分校として開校
- 1976年（昭和51年） - 岩手県立釜石養護学校として開校
- 1998年（平成10年） - 岩手県立青山養護学校高等部釜石分教室が設置
- 2005年（平成17年） - 岩手県立青山養護学校高等部釜石分教室が釜石養護学校高等部として設置
- 2009年（平成21年）- 現在の校名に変更
- 2015年（平成27年）- 高等部を岩手県立釜石高等学校内に移転
- 2022年（令和4年）- 本校舎を定内町から平田町に移転

## 学部
- 小学部
- 中学部
- 高等部

## 学校周辺
- 三陸鉄道リアス線 平田駅